# Allygus triguttatus
Allygus triguttatus är en insektsart som beskrevs av Melichar 1911. Allygus triguttatus ingår i släktet Allygus och familjen dvärgstritar. Inga underarter finns listade i Catalogue of Life.